# Дани пива
Дани пива су манифестација која се одржава сваке године крајем августа у Зрењанину, а установљена је 1986. године у част 240 година производње пива у Зрењанину.
На манифестацији се налазе штандови са пивом и одржава се традиционално такмичење у испијању пива.
Дани пива традиционално отпочињу поворком фијакера кроз град. Дани пива садрже богат културни, музички и спортски програм.
На главној бини наступају неки од најпопуларнијих састава из Србије и бивше Југославије, као и овдашње групе из Зрењанина.
Упоредо са главним фестивалом одржавају се и неки мањи фестивали са разноликим културним садржаји, међу којима су: Међународни фестивал фолклора „Лала“, фестивал тамбураша „Прим за примом, фестивал са пивом“, фестивал традиционалног народног стваралаштва „Банатске вредне руке“, Међународни Фестивал свадбених обичаја и фестивал гајдаша, флураша, двојница ја Окарина. Поред наведеног , одржава се и традиционално такмичење у брзом испијању пива и издржљивости литарске Кригле пуне пива. Саставни део програма манифестације је и међународони сајам предузетништва „INOCOOP“, као и мини-сајам рукотворина и народних старих заната. У виду пратећег програма, током одржавања фестивала зрењанинског пива, на различитим пунктовима, одвијају се и спортски програми, као сто су Кошаркашки турнир, одбојка на песку, Скокови у воду с моста, промоције борилачких вештина.